# Daimler Truck
Daimler Truck Holding AG is een internationale producent van vrachtwagens en autobussen.

## Activiteiten
Daimler Trucks maakt lichte, middelzware en zware vrachtwagens en autobussen. Het bedrijf heeft zo’n 40 productielocaties en telt ruim 100.000 medewerkers in 2024. In dit jaar verkocht Daimler Truck 433.000 vrachtwagens en 27.000 autobussen, hiervan was 1% een zero-emissie voertuig.
De activiteiten zijn verdeeld over vijf onderdelen. De vrachtwagens zijn verdeeld over de drie belangrijkste afzetregio’s, Trucks North America, Mercedes-Benz en Trucks Asia. De autobussen vallen onder Daimler Buses en de financiële dienstverlening onder Financial Services. Trucks North America behaalde in 2024 een omzet van € 23,8 miljard en was daarmee het grootste bedrijfsonderdeel gemeten naar de omzet. Per jaar geeft het bedrijf twee miljard euro uit aan onderzoek en ontwikkeling.
In Noord-Amerika heeft het bedrijf een ruim een derde van de middelzware en zware vrachtwagenmarkt (Class 6-8) in handen. In Europa is het martaandeel ruim een zesde.
De aandelen worden verhandeld op de Deutsche Börse in Frankfurt en werd direct opgenomen in de belangrijkste Duitse aandelenindex, de DAX. Mercedes Group heeft nog een aandelenbelang van 30,01% per eind 2024. Kuwait Investment Authority, van de oliestaat Koeweit, heeft 5% van de aandelen.

### Merken
- Mercedes-Benz
- Freightliner
- Western Star
- Fuso
- BharatBenz
- RIZON
- Setra
- Thomas Built Buses

In de Volksrepubliek China heeft het een 50% aandelenbelang in Beijing Foton Daimler Automotive. Deze joint venture, met de Chinese partner Foton, maakt en verkoopt vrachtwagens onder de merknaam Auman.

### Resultaten
| Jaar | Verkopen (in stuks) | Omzet         | Netto- resultaat | Aantal werknemers |
| Jaar | Verkopen (in stuks) | (× € miljoen) | (× € miljoen)    | Aantal werknemers |
| ---- | ------------------- | ------------- | ---------------- | ----------------- |
| 2021 | 455.455             | 39.764        | 2383             | 99.849            |
| 2022 | 520.291             | 50.945        | 2763             | 104.729           |
| 2023 | 526.053             | 55.890        | 3971             | 104.416           |
| 2024 | 460.409             | 54.077        | 3066             | 102.895           |

## Geschiedenis
In februari 2021 maakte Daimler AG de afsplitsing van de Trucks & Buses-divisie bekend. Daimer Truck heeft een eigen beursnotering op de Deutsche Börse in Frankfurt gekregen. Daimler zelf gaat door met de personenwagens en lichte bestelwagens en heet vanaf 1 februari 2022 Mercedes-Benz Group. De divisie voor nieuwe mobiliteitsdiensten is verdeeld over beide bedrijven. De splitsing is ingegeven doordat beide onderdelen hun eigen klantengroepen, technologische vereisten en kapitaalbehoeften hebben. Daimler volgt hiermee het voorbeeld van Volkswagen dat in 2019 de vrachtwagenactiviteiten heeft verzelfstandigd onder de naam Traton.
Op 1 oktober 2021 stemden de aandeelhouders in en ze kregen voor elke twee aandelen Daimler AG een (1) aandeel Daimler Truck. Op 10 december 2021 was de splitsing een feit en werden de aandelen Daimler Truck op de beurs verhandeld.
In april 2024 bereikten Daimler Buses en BMZ Poland overeenstemming. De twee gaan samenwerken om de bestaande batterijtechnologie verder te ontwikkelen, specifiek voor de eisen van elektrisch aangedreven bussen. De nieuwe NMC4-batterijgeneratie moet een hoge energiedichtheid, leidend tot een groter actieradius, met een lange levensduur. Naar verwachting worden de nieuwe batterijen vanaf 2026 in de bussen gemonteerd.
In juli 2025 maakte Daimler Truck bekend dat er 5000 banen in Duitsland gaan verdwijnen. Er werken nog 35.000 mensen in Duitsland voor Daimler Truck en de personeelsreductie moet in 2030 zijn afgerond.